# Dorcadion minkovae
Dorcadion minkovae là một loài bọ cánh cứng trong họ Cerambycidae.